# آمفتامین
آمفتامین (برگرفته از آلفا متیل فنیل اتیل آمین) یک محرک سیستم عصبی مرکزی (CNS) است که در معالجه اختلال کمبود توجه بیش‌فعالی (ADHD)، مواد مخدر و  درمان چاقی استفاده می‌شود. این دارو جزو کلاس فنتیلامین است. از جمله آثار مصرف آمفتامین بی‌خوابی، افزایش تمرکز، کاهش خستگی و کاهش اشتها است. اصلی‌ترین کاربرد دارویی ترکیبات آمفتامین اختلال کم‌توجهی - بیش‌فعالی است.

## داده‌های فارماکوکینتیک
- فراهمی زیستی: ۷۵ تا ۱۰۰ درصد
- نیمه عمر: ۱۲ تا ۱۳ ساعت
- اتصال به پروتیین: ۱۵ تا ۴۰ درصد
- متابولیسم: کبدی (آنزیم CYP2D۶)
- مسیر دفع: کلیه

## مکانیسم اثر
آمفتامین با مهار آنزیم مونوآمین اکسیداز و جلوگیری از جذب مجدد کاتکول آمینها (دوپامین، نوراپی نفرین) باعث افزایش فعالیت این مواد و افزایش فعالیت مغزی و کاهش خواب‌آلودگی می‌شود.

## مشتقات
این ماده ایزومرها و مشتقات مختلفی دارد که عملکردی شبیه هم دارند ولی گاه قدرت اثر متفاوتی دارند مانند دگزامفتامین و متامفتامین.

## عوارض جانبی
- دستگاه عصبی: بی‌قراری، بی‌خوابی، سرگیجه، سردرد، بی‌حوصلگی، در طولانی‌مدت افسردگی شدید و سایکوز.
- گوارشی: بی اشتهایی، خشکی دهان، کاهش وزن، اسهال، یبوست، کرامپ شکم.
- قلبی و عروقی: افزایش فشارخون، تاکیکاردی.
- موارد دیگر: دیستونی سر و گردن، افزایش فشار داخل چشم، ناتوانی و افت و افزایش میل جنسی.

## وابستگی
آمفتامین‌هایی که با عنوان دارو و با تجویز روانپزشک یا پزشک مصرف می‌شوند به درمان اختلال بیش فعالی/کمبود توجه کمک شایانی می‌نمایند.
مسلماً آمفتامین‌ها را مانند سایر داروها نباید به صورت خودسرانه و بدون تجویز پزشک مصرف نمود. در مواردی آمفتامین‌ها به عنوان نوعی ماده مخدر و روانگردان مورد استفاده قرار گرفته و در طولانی مدت باعث بروز اعتیاد در فرد مصرف‌کننده می‌شوند. برخی آمفتامین‌ها و مشتقات آن بر پیام رسان‌های عصبی همانند گلوتامات (مهم‌ترین پیام‌رسان تحریکی به خصوص در نورون‌های نخاعی) اثر می‌گذارند. آمفتامین‌های غیرقانونی که اغلب در آزمایشگاه‌های زیر زمینی و غیر استاندارد تولید می‌شوند اثراتی مانند کوکائین داشته و می‌توانند بسیار اعتیادآور باشند. آمفتامین‌ها به اشکال مختلفی مانند قرص، کپسول، پودر و کریستال تولید شده و به‌طور غیرقانونی تحت عناوینی چون "سرعت (Speed)" به فروش می‌رسند. آمفتامین‌های پودری دارای بوی تند، و مزه‌ای تلخ بوده و در رنگ‌های مختلفی یافت می‌شوند. قرص‌ها و کپسول‌های آمفتامین غیرقانونی نیز تنوع رنگ بسیار زیادی داشته و انواع ناخالص آن می‌تواند محتوی انواع مواد مخدر، کافئین، شکر یا مواد چسبنده باشد. افرادی که به‌طور دائم از آمفتامین‌ها به صورت خودسرانه استفاده می‌کنند به تدریج به بیماری اعتیاد مبتلا شده و در صورتی که میزان مصرف خود را کاهش دهند دچار علائم خماری می‌شوند.